# Plectranthus verticillatus
Plectranthus verticillatus, coloquialmente llamada planta del dinero, es una especie  de la familia Lamiaceae (Labiatae), originaria del sudeste de África, se ha extendido por ambos hemisferios, en zonas de clima cálido. Se cultiva habitualmente como planta de interior.

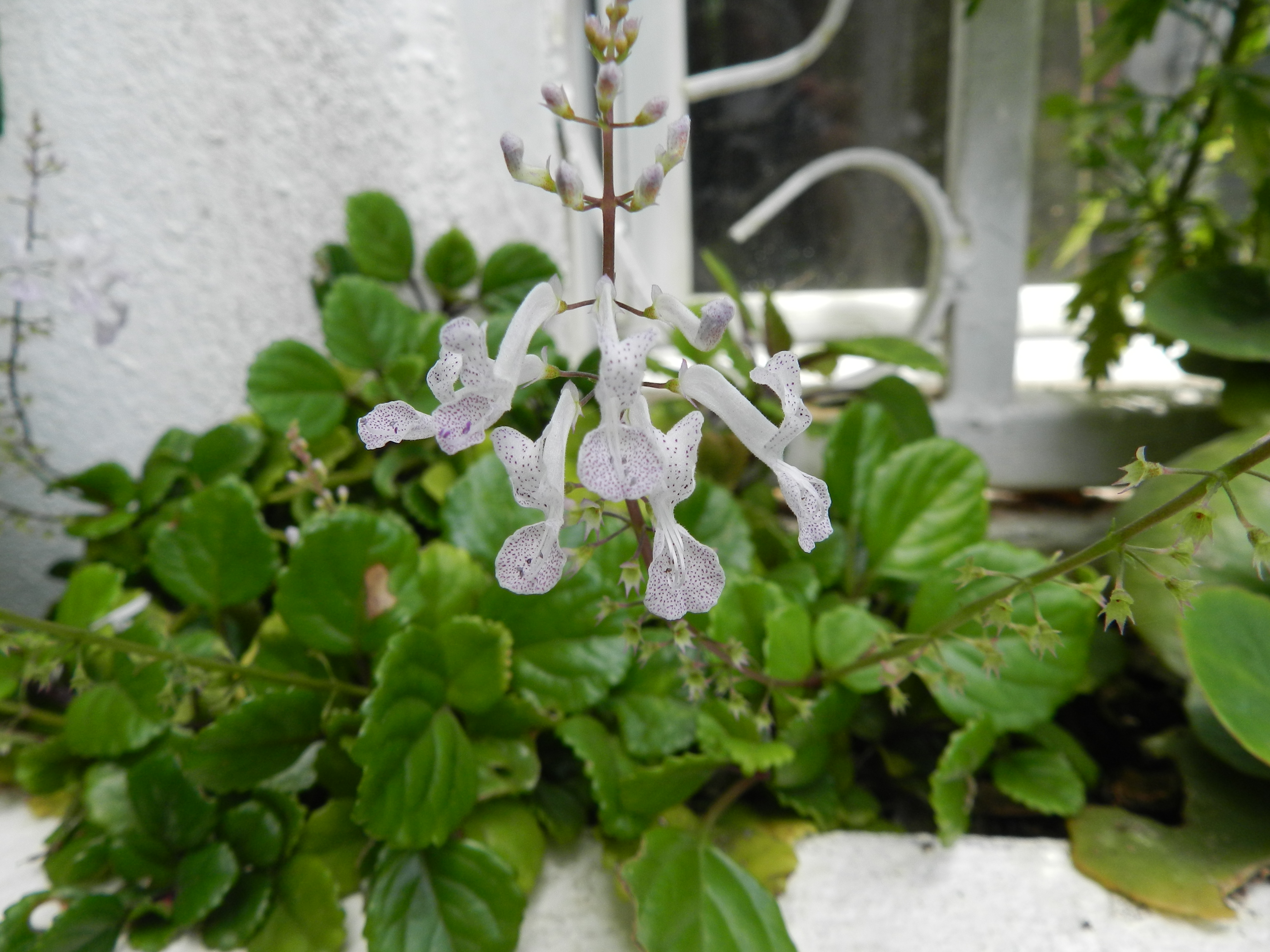
Flores y hojas de Plectranthus verticillatus en El crucero, Managua, Nicaragua.

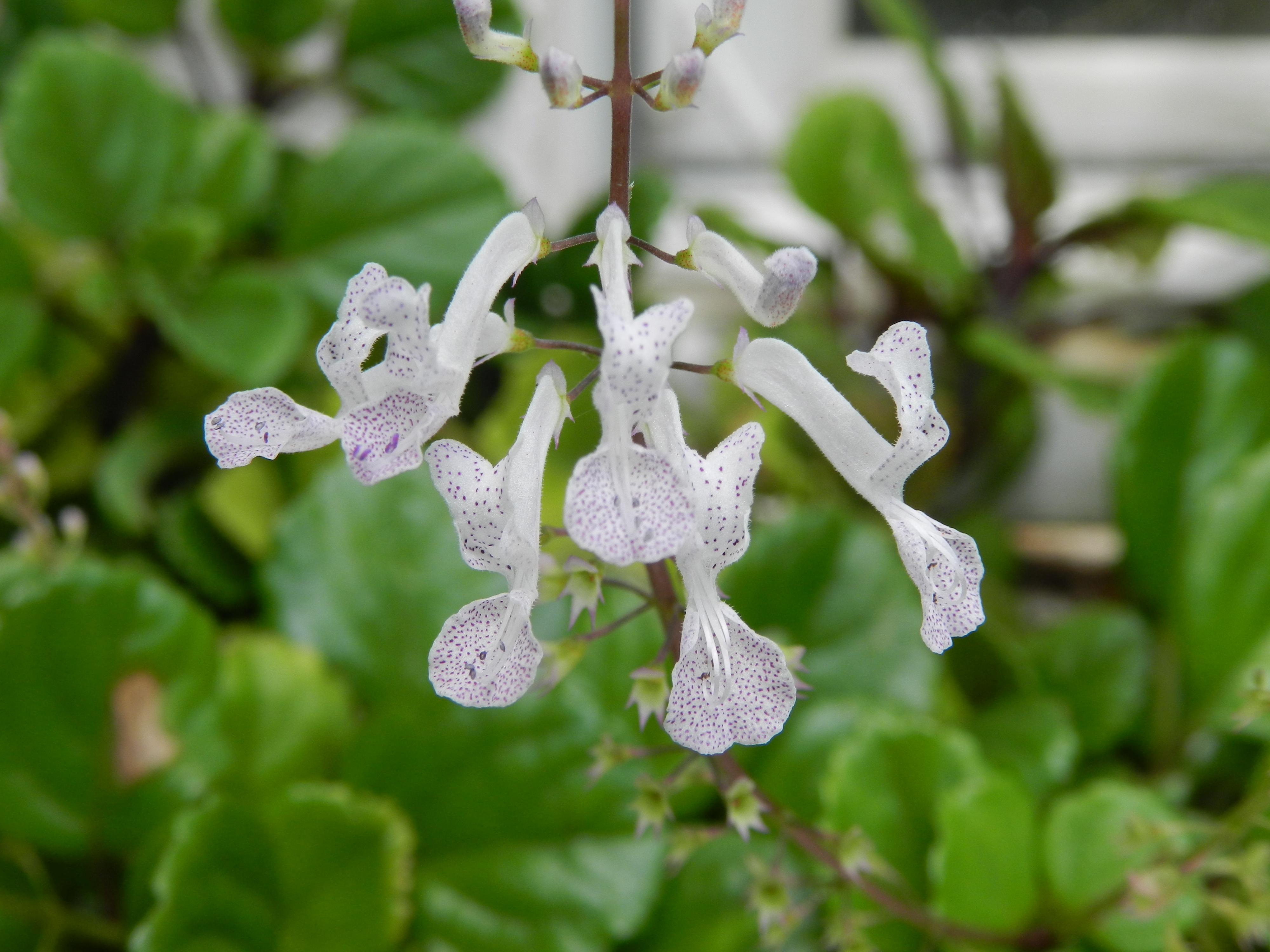
Flores de Plectranthus verticillatus en El crucero, Managua, Nicaragua.

## Descripción
Es una planta perenne y aromática que alcanza una altura de entre 10 a 30 cm y se extiende alrededor de 60 cm. Los tallos decumbentes, pelosos con tricomas antrorsos y glándulas sésiles rojas. Las hojas, ampliamente dentadas, son carnosas, redondeadas de entre 64 a 90 mm, de envés púrpura y peloso con glándulas sésiles rojizas y haz verde brillante, la base cuneada, el ápice redondeado; peciolos 5-7 mm.
Inflorescencias racemosas terminales, unilaterales formando verticilastros de 2-4 flores; brácteas 2-3 mm, persistentes, elípticas a subuladas, pelosas, persistentes; pedicelos 5-6 mm. Cáliz florífero 3 mm, peloso con glándulas sésiles rojizas; cáliz fructífero 5-7 mm, patente, el labio inferior con lóbulos lanceolados, el labio superior obovado, curvado hacia arriba, no decurrente. Corola 10 mm, blanca, pelosa con glándulas sésiles rojas en los lóbulos, el tubo de 6 mm es escasamente curvado hacia abajo, sin ensancharse hacia la garganta, el labio superior tan largo como el inferior. Estambres libres, exertos o no exertos. Los frutos son nuececillas de 1 mm, pardas, diminutamente rugulosas.
Florece entre la mitad del otoño y mediados del invierno.

## Distribución y hábitat
Originaria del sudeste de África, en Provincia del Cabo Oriental, Provincia del Cabo Septentrional, Provincia del Cabo Occidental, KwaZulu-Natal, Esuatini,  Transvaal y sur de Mozambique. Habita los márgenes boscosos y monte arbustivo. Se ha naturalizado en las zonas templadas de ambos hemisferios.

## Taxonomía
Plectranthus verticillatus fue originalmente descrita por (L.f.) como Ocimum verticillatum y renombrada posteriormente como Plectranthus por Druce y publicado en (Report,) Botanical Society and Exchange Club of the British Isles 4(Suppl. 2): 640. 1917.
Sinonimia
- Ocimum racemosum Thunb.
- Ocimum verticillatum L.f. - basiónimo
- Plectranthus nummularius Briq.
- Plectranthus thunbergii Benth.[4]

## Galería

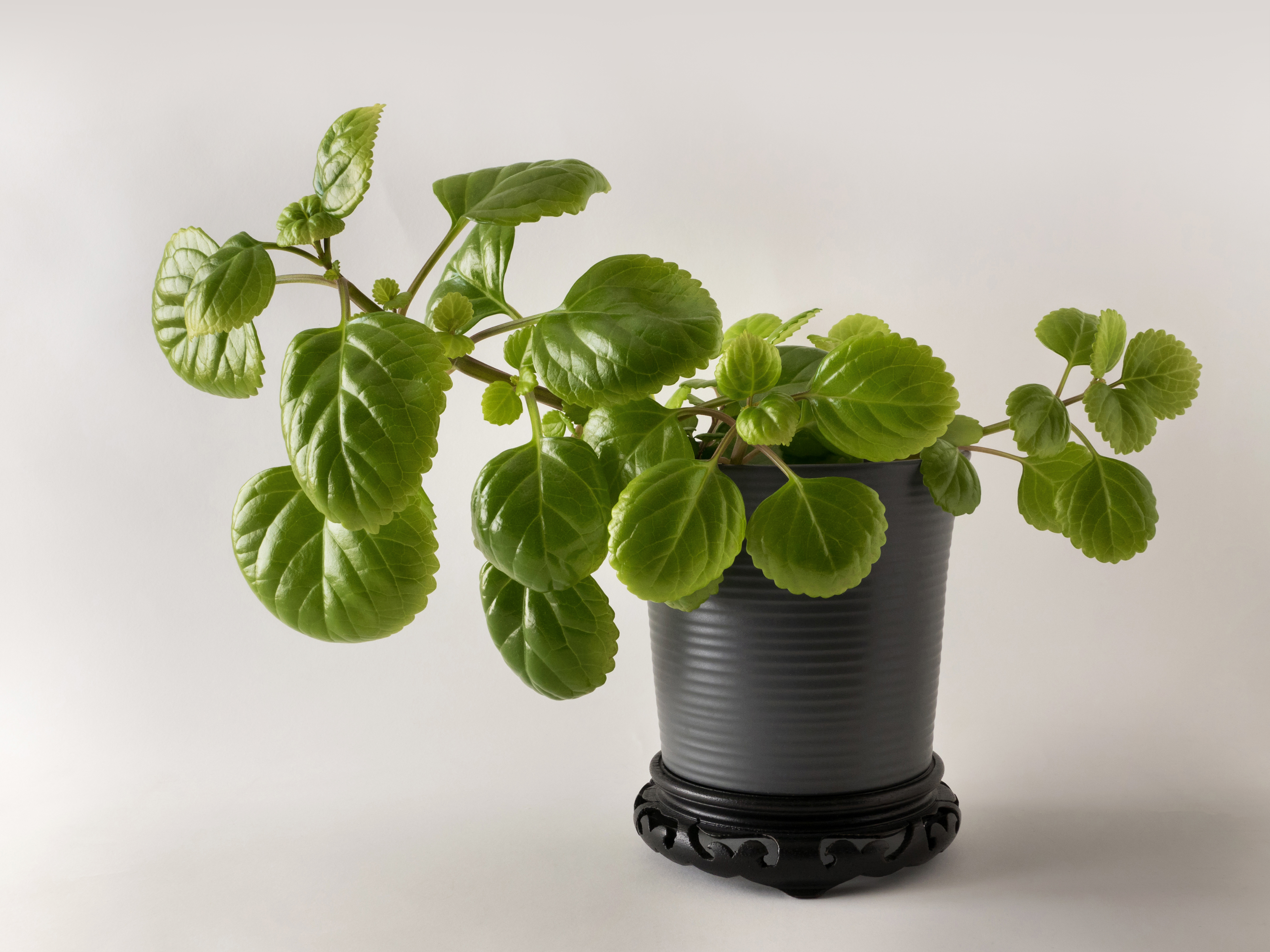
Ejemplar en maceta.
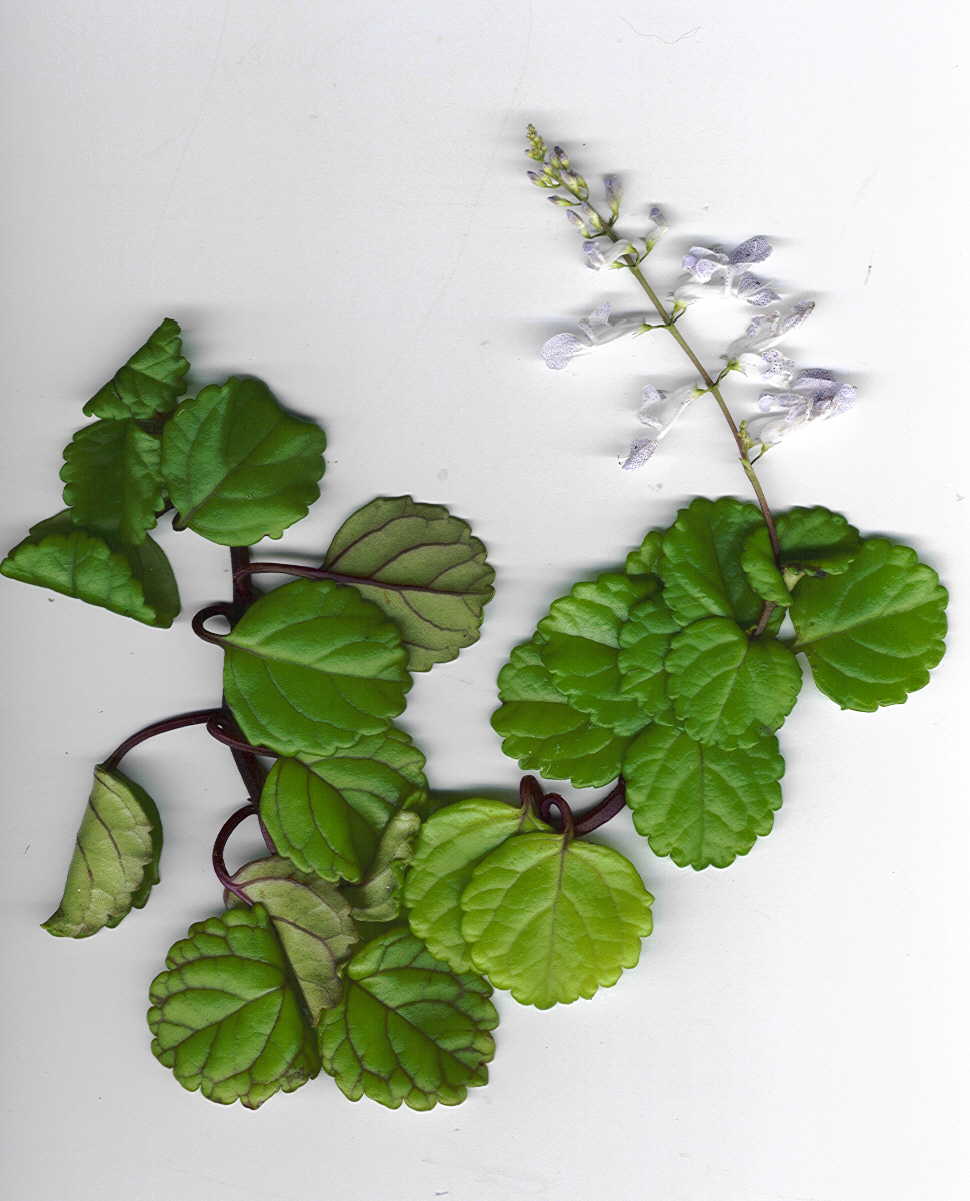
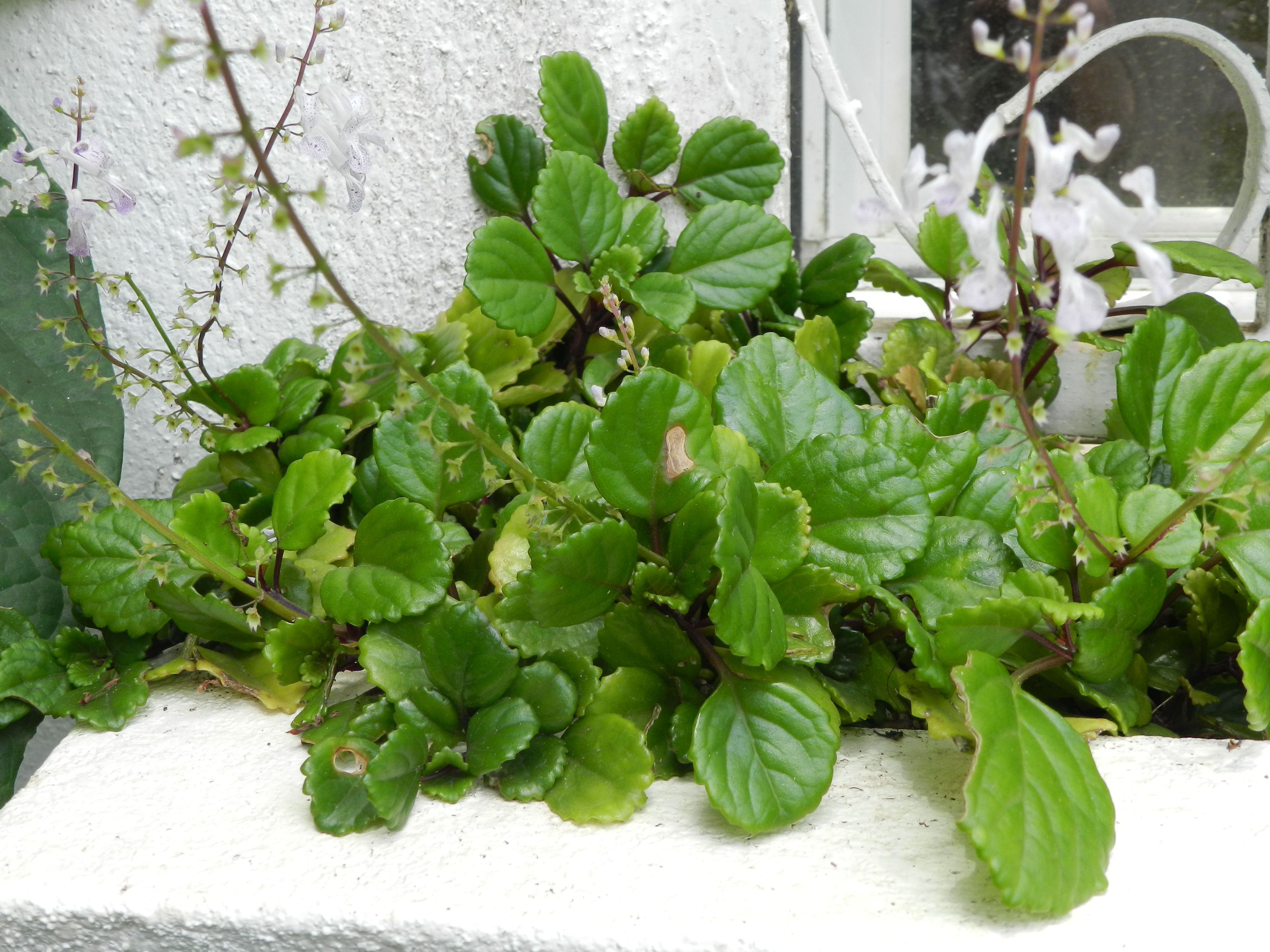
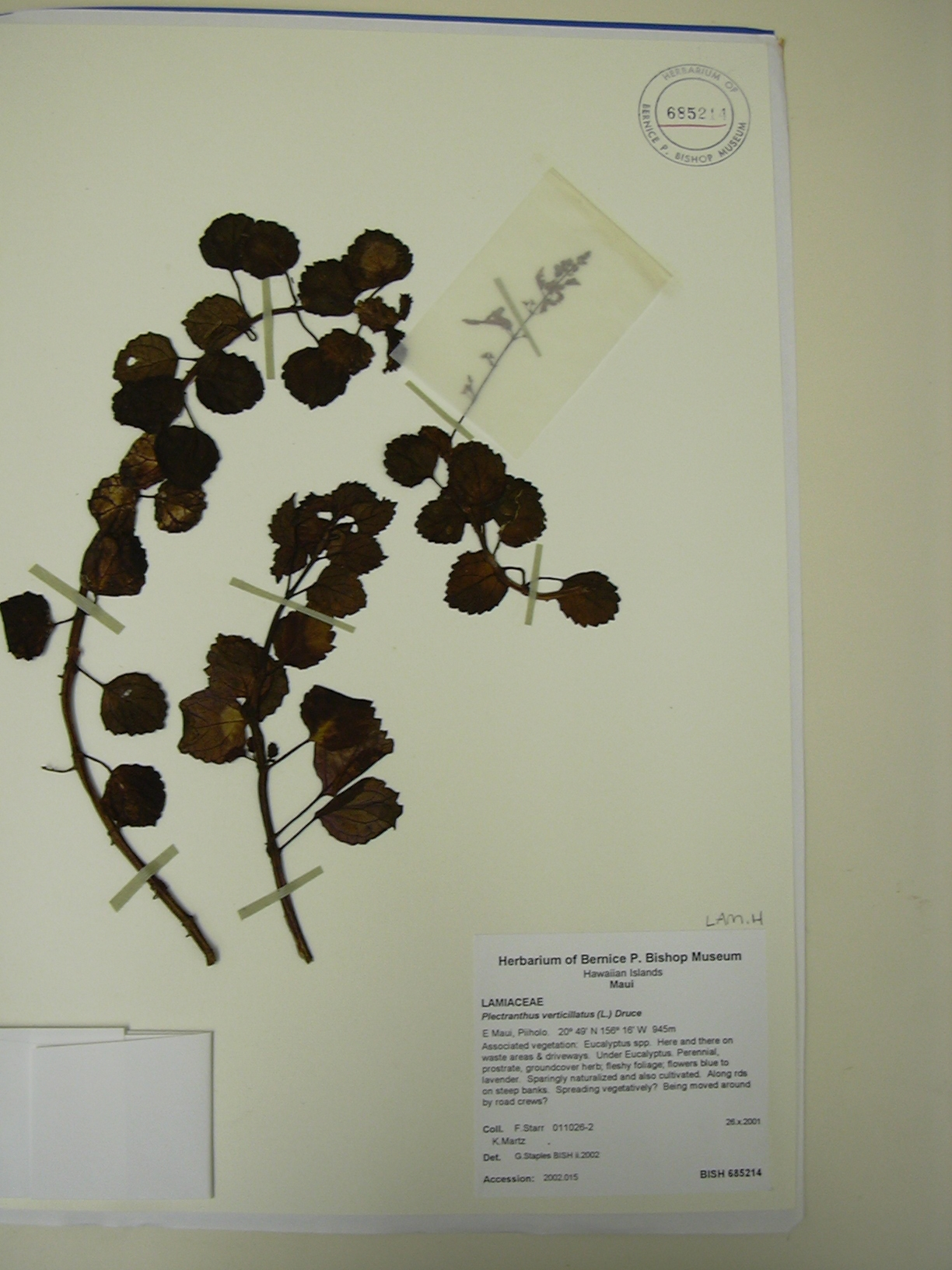
Muestras secas.